# Chuột túi cây
Chuột túi cây, tên khoa học Dendrolagus, là một chi động vật có vú trong họ Macropodidae, bộ Hai răng cửa. Chi này được Müller miêu tả năm 1840. Loài điển hình của chi này là Dendrolagus ursinus Müller, 1840 (recte Hypsiprymnus ursinus Temminck, 1836; designated by Thomas, 1888).
Chuột túi cây là loài thú có túi thích nghi với cuộc sống ở trên cây. Chúng sinh sống ở các khu rừng nhiệt đới của New Guinea, Australia, đông bắc Queensland và các đảo gần đó. Tuy nhiên, một số loài chuột túi cây cũng được tìm thấy ở những vùng đất thấp như là loài chuột túi cây Dendrolagus spadix. Hầu hết các loài chuột túi cây nằm trong danh sách các loài đang bị đe dọa bởi mất môi trường sống cùng tình trạng săn bắn.
Hiện nay còn khoảng 14 loài chuột túi cây, mặc dù một số loài việc phân loại cũng không chắc chắn. Các loài chuột túi cây khác nhau về kích thước cũng như màu sắc của bộ lông, chiều dài cơ thể khoảng từ 41 đến 77 cm (16 đến 30 in), chiều dài đuôi khoảng 40 đến 87 cm (16 đến 34 in), và trọng lượng lên đến 14,5 kg (32 lb). Con cái có khối lượng thường nhỏ hơn so với con đực.

## Lịch sử tiến hóa
Lịch sử tiến hóa của chuột túi cây bắt đầu tại khu rừng nhiệt đới, Pademelon được coi như là tổ tiên tiến hóa của chuột túi cây (Thylogale spp.). Chúng tiến hóa từ một loài thú có túi được coi là tổ tiên của loài chuột túi tại Úc và New Guinea. Trong thời kỳ Eocene muộn tại lục địa Úc - New Guinea, nước rút dần khỏi các khu rừng nhiệt đới  khiến tổ tiên của chúng sống trong những khu vực khô cằn. Sau khi một số thế hệ đã thích nghi với môi trường mới, các Pademelons (Thylogale spp.) phát triển thành chuột túi chân to thích ứng với nguồn thức ăn là thảm thực vật và việc di chuyển tại vùng khô cằn (Petrogale spp.)... Sau đó, các con chuột túi di chuyển đến những vùng phong phú hơn bao gồm cả các vùng rừng nhiệt đới, và tại đây chúng dành nhiều thời gian để leo cây kiếm ăn. Một loài đặc biệt sống ở các mỏm đá là loài chuột túi đá Proserpine (Petrogale Persephone). Trong thời gian cuối Miocen, loài chuột túi cây chân to tiến hóa từ chuột túi chân to hiện nay đã tuyệt chủng, đó là loài chuột túi chi Bohra. Thời kỳ băng hà, các khu rừng nhiệt ở Australia và New Guinea bị thu hẹp khiến các khu rừng bị cô lập, quần thể chuột túi thích ứng với khu vực còn lại và trở lên chậm chạp như loài chuột túi cây hiện nay (Dendrolagus spp.).

## Mô tả
Chúng là loài chậm chạp và vụng về trên mặt đất nhưng thích nghi với việc leo trèo, ăn lá trên cây. Chuột túi cây có chân nhỏ nhưng bộ móng vuốt sắc và khỏe giúp cho việc bám vào cây. Chúng ăn được nhiều loại lá cây, trong đó có những loại lá có độc tố, có thể là một phần nguyên nhân dẫn tới việc khiến chúng trở lên chậm chạp (do hệ tiêu hóa đào thải của chuột túi cây khá chậm). Chúng di chuyển bằng cách nghiêng cơ thể về phía trước để cân bằng với cái đuôi nặng. Hai chi trước dùng để trượt và bám vào cây, còn hai chi sau nhảy để tiến về phía trước. Chuột túi cây có khả năng nhảy xuống đất từ độ cao 18 mét (59 ft) mà không hề bị tổn thương.

## Phân loài
Các loài chuột túi cây được phân loại vào chi Dendrolagus bao gồm:
- Dendrolagus bennettianus: Chuột túi cây Bennett; Queensland, Australia.
- Dendrolagus dorianus: Chuột túi cây Doria; miền Tây, miền Trung và miền Đông nam New Guinea.
- Dendrolagus goodfellowi: Chuột túi cây Goodfellow; miền Trung và miền Đông nam New Guinea.
- Dendrolagus inustus: Chuột túi cây Grizzled; phía Bắc và Tây của New Guinea, đảo Yapen, và có thể là cả ở Salawati và Waigeo.
- Dendrolagus lumholtzi: Chuột túi cây Lumholtz; tìm thấy ở khu vực Queensland, Australia.
- Dendrolagus matschiei: Chuột túi cây Matschie; Bán đảo Huon, New Guinea.
- Dendrolagus mbaiso: Chuột túi cây Dingiso; vùng cao nguyên phía Tây - Trung tâm New Guinea
- Dendrolagus pulcherrimus: Chuột túi cây Golden-mantled; Foja và Núi Torricelli, New Guinea.
- Dendrolagus scottae: Chuột túi cây Tenkile; tỉnh Sandaun, New Guinea.
- Dendrolagus spadix: Chuột túi cây vùng thấp; vùng đất thấp phía Tây nam của Papua New Guinea.
- Dendrolagus stellarum: Chuột túi cây Seri; vùng cao nguyên phía Tây - Trung tâm New Guinea.
- Dendrolagus ursinus: Chuột túi cây Ursine; Vogelkop, New Guinea.

## Hình ảnh

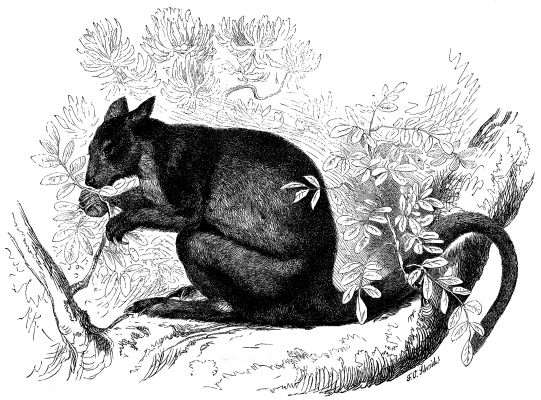
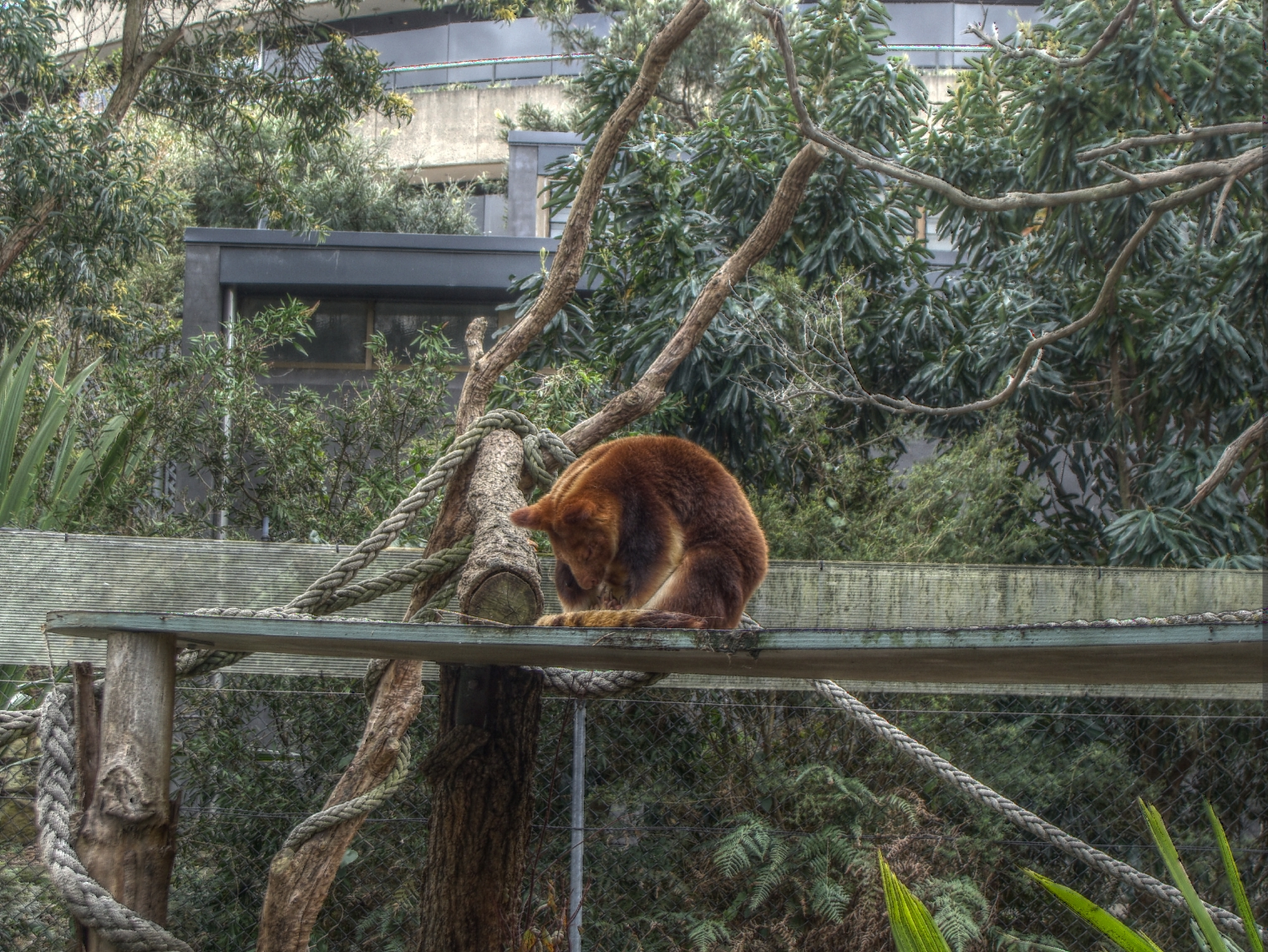
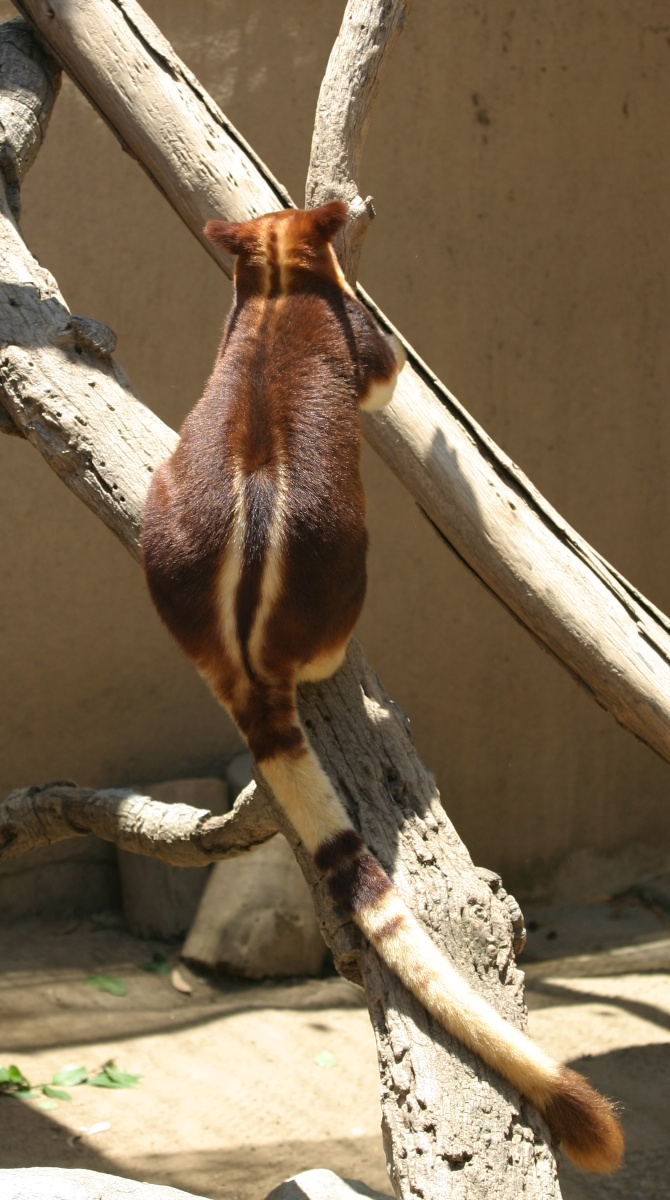
Lưng và đuôi của chuột túi cây Buergers (D. g. buergersi)
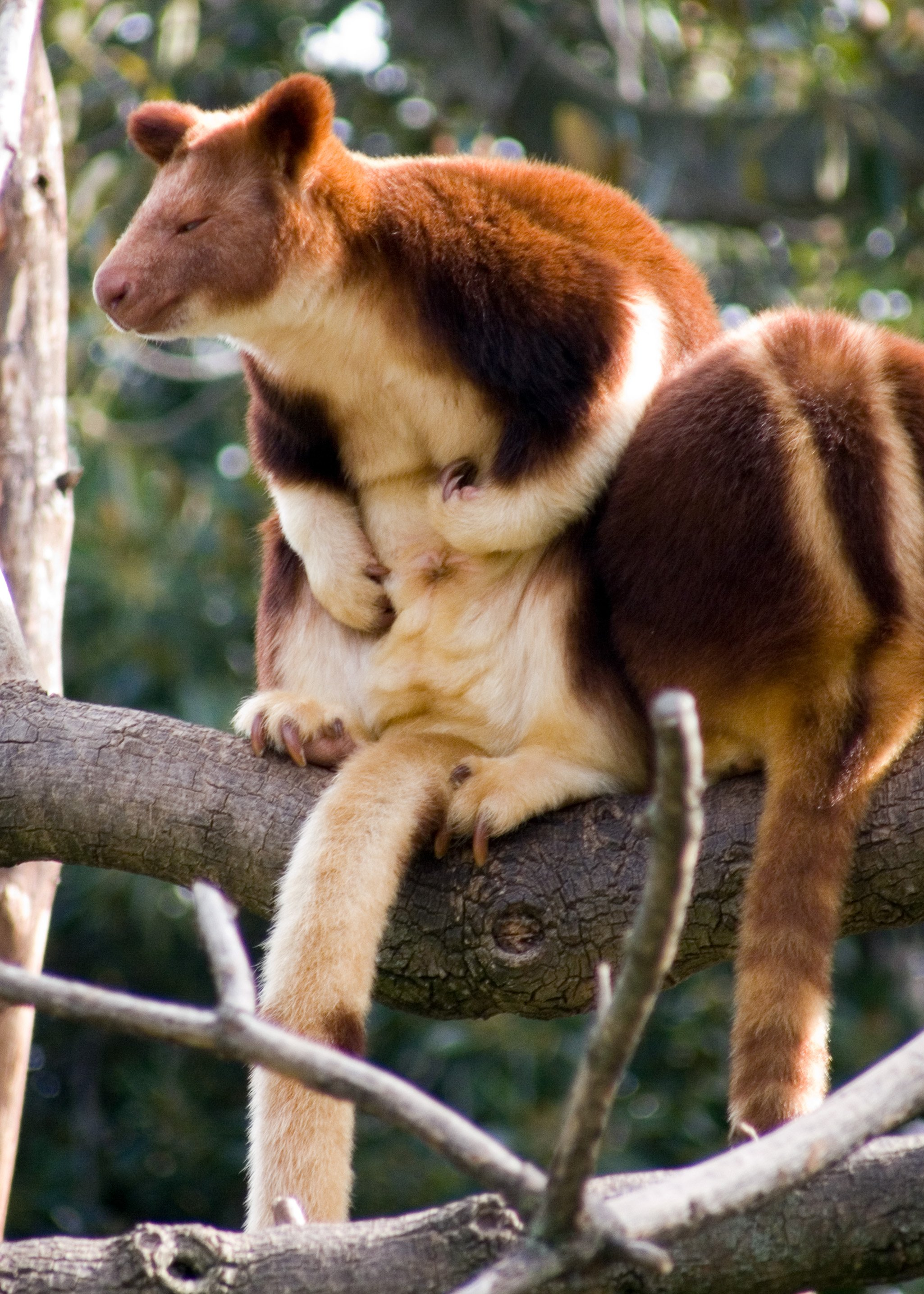
Chuột túi cây Goodfellow, Dendrolagus goodfellowi
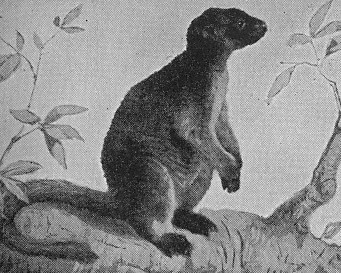
Chuột túi cây Lumholtz
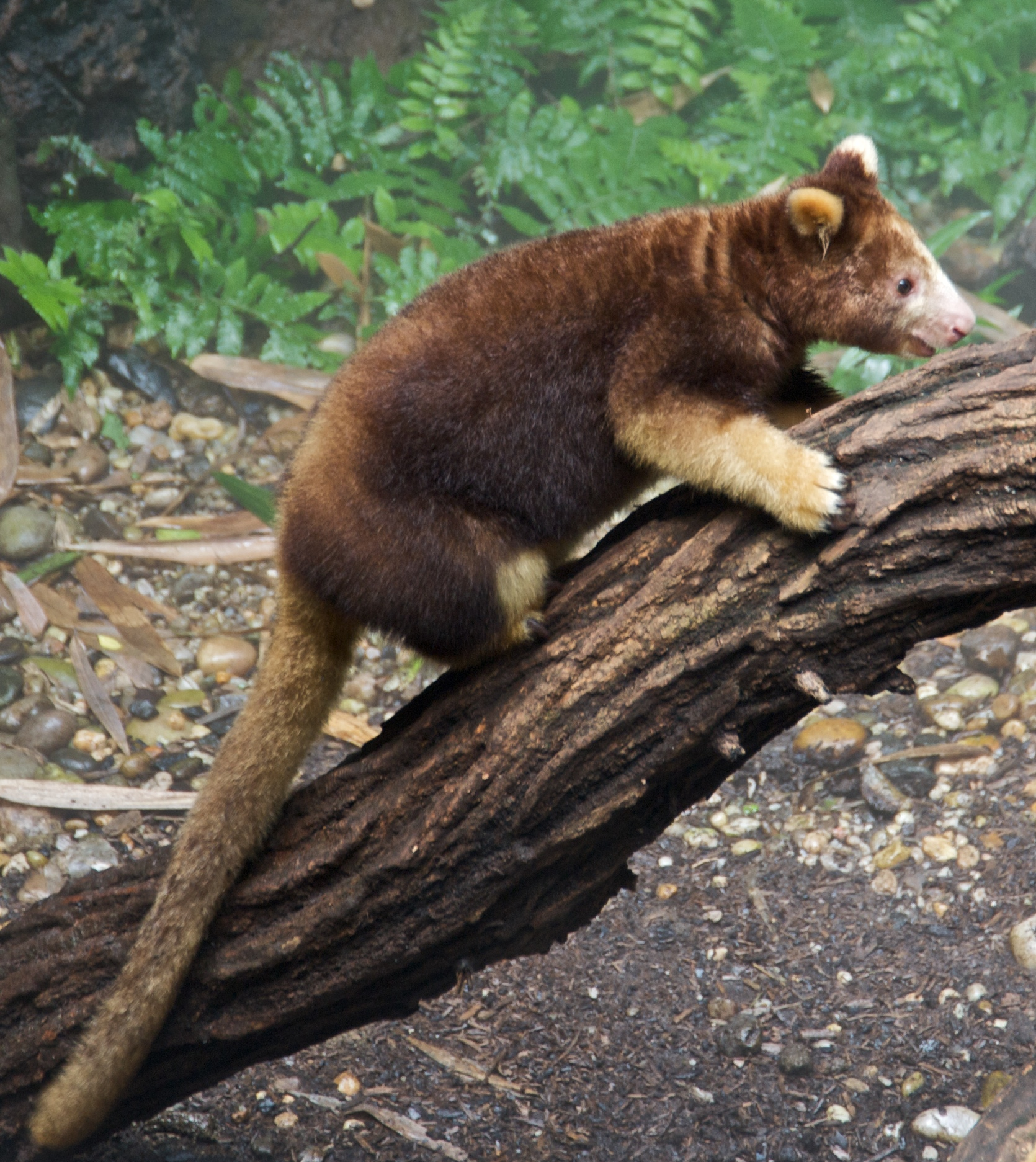